# أوقستي كارير
أوقستي كارير (بالفرنسية: Auguste Carrière)‏ هو مؤرخ فرنسي، ولد في 19 أغسطس 1838 في السين البحرية في فرنسا، وتوفي في 25 يناير 1902.